# Johnny Hansen (ur. 1966)
Johnny Anker Hansen  (ur. 11 lipca 1966 w Odense) – duński piłkarz występujący na pozycji pomocnika.

## Kariera klubowa
Hansen zawodową karierę rozpoczynał w 1986 roku w klubie Odense. W 1989 roku zdobył z nim mistrzostwo Danii, a w 1991 roku Puchar Danii. W Odense spędził 6 lat. W 1992 roku odszedł do holenderskiego Ajaksu Amsterdam. W tym samym roku zdobył z nim Puchar UEFA. Rok później zdobył z zespołem Puchar Holandii oraz Superpuchar Holandii.
Na początku 1994 roku Hansen wrócił do Odense. Tym razem występował tam przez 2,5 roku. W 1996 roku przeszedł do Silkeborga. W 2000 roku odszedł do Esbjerga. Grał tam przez kilka miesięcy, a potem powrócił do Silkeborga. W 2001 roku zdobył z klubem Puchar Danii. W tym samym roku zakończył karierę.

## Kariera reprezentacyjna
Hansen grał w kadrze Danii U-21. W pierwszej reprezentacji Danii zadebiutował 26 sierpnia 1987 roku w przegranym 0:1 towarzyskim meczu ze Szwecją. W 1995 roku został powołany do kadry na Puchar Konfederacji. Nie zagrał jednak na nim ani razu, a Dania została triumfatorem tamtego turnieju. W latach 1987–1991 w drużynie narodowej Hansen rozegrał w sumie 12 spotkań.